# August Willem van Voorden
August Willem van Voorden, né le 25 novembre 1881 à Rotterdam et mort en 1921 dans la même ville, est un peintre néerlandais.

## Biographie
August Willem van Voorden naît le 25 novembre 1881 à Rotterdam.
Il fréquente l'académie des beaux-arts de sa ville natale. Ses sujets préférés sont les scènes de port, de rue et les natures mortes.